# Maysa Wali Jaxaté Mané

Maysa Wali Jaxaté Mané (sérère: Maysa Waali Maane) était un roi décrit dans la tradition orale du royaume précolonial sérère du Sine et le premier de la dynastie maternelle Guelowar à régner en pays sérère,. Il régna sous le nom de Maad a Sinig (roi du Sine) de 1350 à 1370 environ Il est communément surnommé « Dione », mais son vrai nom de famille était « Mané », et non Dione,.

## Autres noms
Son nom connait des orthographes et des versions variées: 
1. Maysa Waaly Dione[5]
2. Maïssa Wali Dione[1]
3. Maysa Wali Jon (en Gambie)
4. Maissa Waly Mané[4]

## Histoire
Dans la tradition orale sérère, Maysa Wali était un membre de la famille Guelowar qui avait fui le Kaabu avec certains membres de sa famille après leur défaite, vers 1335, face à la puissante dynastie maternelle Ñaanco du Kaabu. L'histoire orale décrit cette guerre comme une guerre dynastique entre les deux puissantes maisons royales du Kaabu, la maison Guelowar et la maison Ñaanco. De nombreux membres de la famille Guelowar furent massacrés lors de cette bataille. Après leur défaite, les survivants du massacre se rendirent dans le royaume précolonial sérère du Sine, où ils reçurent l'asile de la noblesse sérère – le Grand Conseil des Lamanes,.
Après avoir servi ce Grand Conseil pendant quinze ans en tant que conseiller juridique, Maysa Wali gagna la confiance du Conseil et du peuple sérère du Sine, et fut nommé, élu et couronné roi du Sine. À la suite de son élection, Maysa Wali devint le premier Guelowar à être nommé Maad a Sinig. Ses sœurs et nièces qui avaient fui Kaabu avec lui furent données en mariage à la noblesse sérère (par exemple la famille Diouf et la famille Faye ( en ), scellant ainsi l'union entre Sérère et Guelowar,,. À la suite de ces mariages royaux, les anciennes dynasties paternelles sérères ont survécu mais la dynastie maternelle Wagadou (Bagadou en langue sérère, la précédente dynastie maternelle de l'Empire du Ghana), s'est effondrée dans une grande partie du pays sérère. Les Wagadous étaient des princesses de l'Empire du Ghana qui avaient épousé des membres des familles royales sérères, à savoir les Diouf, les Faye, les Ngom, etc,. Après la disparition des Wagadous, elles furent remplacées par les Guelowars. Les dynasties sérères survécurent jusqu'en 1969, date de la mort des derniers monarques absolus du Sine et du Saloum. En 2017 et 2019, les royaumes sérères du Sine et du Saloum rétablirent respectivement leurs monarchies. À ce jour, la dynastie Guelowar perdure depuis plus de six cents ans. Niokhobaye Fatou Diène Diouf, de la maison royale de Semou Njike Diouf, est l'actuel roi du Sine. Son oncle, Thierno Coumba Daga Ndao, est l'actuel roi du Saloum. Ils sont tous deux membres de la dynastie maternelle des Guelowar,,,,,,,. 
Bien que de nombreux membres de la noblesse et du peuple sérères aient soutenu l'élection de Maysa Wali, tous les membres de l'establishment sérère ne l'ont pas fait. À cet égard, Lamane Pangha Yaya Sarr s'est distingué comme l'un des fervents opposants à l'élection de Maysa Wali. Lamane Pangha est issu de l'une des plus anciennes familles sérères de propriétaires fonciers (la famille Sarr). Les Lamane considéraient Maysa Wali comme un prince étranger, sans père ni mère sérère. Malgré les longs services de Maysa Wali au Conseil noble, son assimilation à la culture sérère, son adhésion à la religion sérère, et même son propre Pangool ( en ), le règne de Maysa Wali fut entaché par l'opposition d'une petite partie de la noblesse sérère. L'union matrimoniale entre les femmes Guelowar et les hommes sérères permit aux descendants de ces mariages de gouverner les royaumes du Sine (et plus tard du Saloum). Après le règne de Maysa Wali, aucun de ses descendants directs ne gouverna les royaumes sérères. Les enfants des hommes sérères et des femmes Guelowar devinrent sérères, fidèles aux royaumes sérères, à la religion sérère, au peuple et à la culture sérères, et tous les liens avec le royaume du Kaabu furent rompus,.
D'autres sources suggèrent également que Maysa Wali aurait été mariée à la princesse sérère Linguère Fatim Bèye (du Sine). Linguère Fatim Bèye est la matriarche de la  Dynastie matrilinéaire Diouss ( en ). Cette dynastie sérère fut fondée au Waalo par sa petite-fille Linguère Ndoye Demba dans la seconde moitié du XIVe siècle.
1. 1 2 3 4 5 6  Sarr, Alioune. « Histoire du Sine-Saloum » (Sénégal), Introduction, bibliographie et notes par Charles Becker. Version légèrement remaniée par rapport à celle qui est parue en 1986-87. p. 19
2. 1 2 3  Institut fondamental d'Afrique noire, « Bulletin de l'Institut français d'Afrique noire: Sciences humaines ». Volume 17. IFAN, (1955), p 317
3. 1 2 3  Gravrand, Henry, « La civilisation Sereer: Pangool ». vol.2, Les nouvelles éditions africaines du Sénégal, (1990), p. 484,  (ISBN 2-7236-1055-1)
4. 1 2 3  Diouf, Niokhobaye, « Chronique du royaume du Sine » suivie de notes sur les traditions orales et les sources écrites concernant le royaume du Sine. p. 3-4 (p 703-5)
5. 1 2  Gravrand, Henry, « La civilisation Sereer: Pangool ». vol.2, Les nouvelles éditions africaines du Sénégal, (1990), p. 344,  (ISBN 2-7236-1055-1)
6. ↑  Babacar Sédikh Diouf [in] Ngom, Biram, « La question Gelwaar et l’histoire du Siin ». Dakar, Université de Dakar (1987), p. 69
7. 1 2  Babacar Sédikh Diouf [in] Ngom, Biram « La question Gelwaar et l’histoire du Siin ». Dakar, Université de Dakar (1987), p. 69
8. ↑  Gravrand, Henry, « La Civilisation Sereer: Cosaan, Les origines » vol. 1. Nouvelles Éditions africaines (1983), pp. 295–6  (ISBN 2-7236-0877-8)
9. ↑  Phillips, Lucie Colvin, « Historical dictionary of Senegal ». Scarecrow Press (1981), pp. 52–71  (ISBN 0-8108-1369-6)
10. ↑  Institut Fondamental d'Afrique Noire, « Bulletin de l'Institut fondamental d'Afrique noire ». Volume 38. IFAN, 1976. pp. 557–504
11. ↑  Sheridan, Michael J., & Nyamweru, Celia, « African sacred groves: ecological dynamics & social change » James Currey, 2008, p. 141  (ISBN 0-8214-1789-4)
12. ↑  Klein, Martin A, « Islam and Imperialism in Senegal: Sine-Saloum 1847–1914 ». Edinburgh University Press (1968), p. XV
13. ↑  Leral.net, « Guédel Mbodj et Thierno Ndaw intronisés: Un Saloum, deux Buur ». (23 mai 2017)  (retrieved 12 April 2017)
14. ↑  Xibaaru, « Situation politique les chefs coutumiers banissent la violence ». (24 février 2023)
15. ↑  Boursine.org (le site officiel de l'Institution royale du Sine), « Intronisation du Maad sinig Niokhobaye Diouf » (publié le 12 février 2020)
16. ↑  Actu Sen, « Intronisation du Roi “Maad a Sinig” de Diakhao : 51 ans après, le Sine restaure la couronne ». Par Matar Diouf (10 février 2020)
17. ↑  Le Quotidien, « Caravane de la paix : Les rois d’Oussouye et du Sine apôtres de la bonne parole ». Par Alioune Badara Ciss (27 mai 2023)
18. ↑  The Point Newspaper (the Gambia), « King of Madala Sinic [Maad a Sinig] visits Senegalese Embassy in Gambia ». Par Adama Jallow (23 mai 2023)